# District de Pilibhit
Le district de Pilibhit (hindi : पीलीभीत ज़िला) est un district de la division de Bareli dans l'État de l'Uttar Pradesh en Inde.

## Description
Son centre administratif est la ville de Pilibhit. 
La superficie du district est de 3 686 km2 et la population était en 2011 de 2 031 007 habitants.